# Huana Huana
Huana Huana es un caserío perteneciente al distrito de Magdalena, provincia de Cajamarca, en el Perú. Se ubica a los 1100 metros de altitud y se encuentra entre los meridianos 78°34′ y 78°36° de longitud oeste y los paralelos 7°21′ y 7°23° de latitud sur.

## Clima
El clima de Huana Huana es un clima cálido con lluvias esporádicas, y vientos fuertes en los meses de julio y agosto.

## Agricultura
Huana Huana destaca por su agricultura, en especial, al igual que Magdalena, por la caña de azúcar, paltas, plátanos o guabas, entre otros. Además, la crianza de aves para consumo es una de las principales actividades realizadas por los pobladores del caserío.

## Aspectos culturales
Su fiesta principal es la de Santa María Magdalena, realizada del 11 de julio al 28 de julio, siendo el día central el 22 de julio.
Otra fiesta agregada es la de Santa Rosa de Lima, del mismo caserío, "Santa Rosa de Lima de Huana Huana", realizada desde el 27 de agosto al 30 de agosto (siendo su día central este último).